# Victoriaslussen
Victoriaslussen är slusskanalen i vattenanläggningen  inom området Slussen som leder vattnet från Mälaren via Söderström till Saltsjön. Den är döpt efter kronprinsessan Victoria. Vattenanläggningen består även av två avbördningskanaler på båda sidor om slusskanalen samt den gamla Nils Ericsons sluss finns kvar i sin ursprungliga konstruktion för att fungera som avbördningsränna och fiskvandringsväg. 
Namngivningen genomfördes den 31 augusti 2022 då även en av avbördningskanalerna öppnades.  Båttrafiken genom slusskanalen förväntas öppna 2027. Slussen ersätter den tidigare slussen Karl Johansslussen som stängde 2015.